# Магденко Віктор Миколайович
В́іктор Микол́айович Магде́нко (нар.09.03.1887, Полтава — пом.13.07.1954, Полтава) — український і радянський живописець-пейзажист, фотограф-художник, фотокореспондент.

## Біографія
Закінчив Полтавське реальне училище. До 1917 року працював службовцем у банку в Прибалтиці. Нащадок українського козацько-старшинського (згодом — дворянського) роду Магденко. Дід — Олександр Григорович Магденко володів землями в Полтавському повіті. Згодом переїхав до Полтави, і з 1927 року стає членом Полтавської філії Асоціації художників Червоної України (АХЧУ), що існувала до 1930 р, і стала прообразом майбутнього Союзу радянських художників України.
У своїх творах відображав мальовничу природу полтавського краю, в фотографіях і композиціях — працю простих трудівників. У 1920–30-і рр. був фотокореспондентом газети «Більшовик Полтавщини» [Архівовано 15 жовтня 2021 у Wayback Machine.], завідував фотоательє № 3 в Полтаві з 1928 по 1948 рік. Малював переважно пейзажі Полтави та околиць, активно брав участь у виставках картин у Полтаві з 1928 по 1948 рік, у Харкові в 1929 та в 1935 році. Помер в Полтаві. Похований на міському кладовищі. Деякі твори митця зберігаються в Полтавському художньому музеї.

## Відомі роботи митця

### Фото
«Полтавські митці» (1927), «Дроворуб», «Рибалка», «Бондар», «Г. Цисс», «Ю. Михайлів» (усі — 1928), «Сліпий бандурист», «Корчує» (обидва — 1929); живопис — «Дорога» (1934), «Осінь», «Далі», «Літній український краєвид», «Дерево над річкою», «Біля Лубен» (усі — 1935), «Біла альтанка» (1940), «Паморозь» (1945), «Останній сніг» (1946).